# Święty Artur
Artur z Glastonbury (zm. 1539 w Glastonbury) – mnich z zakonu benedyktynów, ofiara prześladowań antykatolickich w Anglii, męczennik chrześcijański i święty Kościoła katolickiego.
Artur był niesłusznie utożsamiany z bł. Janem Thorne (dwukrotnie starszym od Artura), który przybrał imię zakonne Artur i także został benedyktynem. Jan Thorn był skarbnikiem opactwa. Został wraz z opatem Ryszardem Whitingiem oraz zastępcą skarbnika Jamesem Rogerem powieszony bez procesu 15 listopada 1539 na wzgórzu Glastonbury Tor. Po śmierci zostali rozebrani, ścięto im głowy, wypatroszono z wnętrzności a następnie poćwiartowano i wywieszono na drzwiach katedr Wells i Bath oraz kościołów w Ilchester i Bridgwater. Artur z Glastonbury odmówił wydania kościelnych naczyń liturgicznych i innych skarbów Kościoła (opactwo było jednym z najbogatszych w Anglii) i został zabity mieczem w Kaplicy Matki Bożej klasztoru Glastonbury.
Były to czasy panowania króla Henryka VIII Tudora, okres reformacji, bezwzględnego niszczenia i ograbiania Kościoła katolickiego w Anglii, licznych egzekucji, naznaczonych okrucieństwem tortur, masowych prześladowań katolików, którzy buntowali się przeciw destrukcyjnym działaniom władcy i jego rozpuście, a także nie chcieli wyrzec się wiary i przejść na anglikanizm. (Nie uznawano Aktu supremacji z 1534 r., odmówiono złożenia przysięgi uznającej Henryka VIII za „Głowę Kościoła w Anglii”.) Za bycie katolickim księdzem albo za ukrywanie księdza groziła kara śmierci – nierzadko mordowano całe rodziny. Zamordowano lub rozproszono ok. 10 tys. mnichów i mniszek, zniszczono ok. 800 klasztorów.
Przed śmiercią Artur rzucił klątwę na lorda Thomasa Cromwella, pierwszego ministra króla Henryka VIII, bezwzględnego wykonawcę jego antykatolickiej polityki. Miało to wpłynąć na przeznaczenie dostojnika i jego śmierć z rąk kata siedem miesięcy później (kat pierwszy raz chybił toporem i uszkodził bardzo boleśnie szyję, Cromwell wył z bólu a topór zaklinował się w drewnianym pniaku używanym podczas egzekucji, po dodatkowych męczarniach związanych z wyjmowaniem topora z pniaka kat zamachnął się drugi raz i odciął mu głowę). Natomiast sam król zmarł po siedmiu latach 28 stycznia 1547 r. na nieznaną przez medycynę chorobę (jego ciało miało być pokryte cuchnącymi ropiejącymi wrzodami). Niektóre historyczne źródła medyczne nazwą ją: „przekleństwem św. Artura „ lub „chorobą św. Artura”. Ostatnie słowa, które miał wypowiedzieć król Henryk VIII na łożu śmierci to: „mnisi, mnisi, mnisi”.

## Życiorys
Artur był mnichem benedyktyńskim w najstarszym opactwie Glastonbury. Niektóre źródła podają, iż był absolwentem Oxfordu.
Nie ma informacji o dzieciństwie i rodzinie Artura, ani w którym roku życia wstąpił do zakonu benedyktynów, ale zapewne będąc nastolatkiem. Prawdopodobnie pochodził z Glastonbury. Wiadomo, że związał się z opactwem benedyktyńskim w Glastonbury, które zostało zajęte nakazem z rozkazu króla Henryka VIII podczas akcji Rozwiązywania Klasztorów i zniszczone w roku śmierci mnicha Artura. Zatem jest niewykluczone, że jego śmierć w jakiejś mierze związana jest z tym wydarzeniem. W kolejnych latach ściany opactwa były wykorzystywane jako źródło materiału budowlanego.
Prawdopodobnie Artur musiał przejść typową dla benedyktynów ścieżkę „w szkole służby Pańskiej”: po czymś w rodzaju nowicjatu złożył śluby wieczyste. Tradycyjnie zapewne złożył cztery śluby: ubóstwa (dzielenie się wszystkim ze wspólnotą), duchowego posłuszeństwa (wobec Reguły św. Benedykta), stałości (przywiązania do jednego domu zakonnego aż do końca życia) i naprawy obyczajów (czystości i zobowiązania do codziennego nawracania się). Artur mógł pobierać nauki w Klasztorze w Glastonbury.
Józef z Arymatei, uczeń Jezusa, zdjął Jego ciało z krzyża i udostępnił mu swój grób. Jak głosi legenda, miał przywieźć do Anglii w 63 r., do Glastonbury świętą relikwię – kielich (czarę), z którego pił Jezus na ostatniej wieczerzy i do którego miała być zebrana krew Jezusa, która wypłynęła z Jego ran po zdjęciu z krzyża. Józef z Arymatei miał otrzymać ów kielich z rąk samego zmartwychwstałego Chrystusa, gdy przebywał w więzieniu zamknięty tam przez Żydów. Z lochów po kilku latach miał go uwolnić sam cesarz Wespazjan, który zabrał go do Rzymu, a potem wysłał do Anglii, gdzie ten z powodzeniem chrystianizował wyspę. Według legendy, św. Józef, pierwszy „strażnik” Graala, zmarł w Glastonbury dnia 27 lipca 82 r. Ostatecznie jednak jego ciało zostało wywiezione do Jerozolimy, gdzie go pochowano ponownie. Św. Graal pozostał w Anglii.
Nie wiadomo, jak Św. Graal znalazł się w posiadaniu benedyktynów, a konkretnie opata Richarda Whitinga. W związku z prześladowaniami katolików i zaborem przez króla mszalnych precjozów, polecił go Arturowi ukryć i strzec. Opactwo w Glastonbury, które uchodzi za najstarszą świątynię chrześcijańską na angielskiej ziemi, miało stać się pierwszym miejscem ukrycia tego świętego artefaktu.
Artur zginął 15 listopada 1539 r. od miecza, jako wróg Tudorów i Królestwa (odmówił uznania króla Henryka VIII jako duchowego przywódcy Kościoła), na terenie benedyktyńskiego opactwa Glastonbury w wieku ok. 24 l. Tego samego dnia zamordowano w Glastonbury także innych benedyktynów, w tym opata Richarda Whitinga. Kult św. Artura trwał w ukryciu w Anglii i przeniknął do Francji, gdzie w 1624 powstał pierwszy kościół pod jego wezwaniem. Nazwę Świętego Artura noszą miejscowości i ulice w USA i Kanadzie.

## Kanonizacja
Artur nie znalazł się wśród błogosławionych lub kanonizowanych męczenników Anglii i Walii w czasie beatyfikacji i kanonizacji w 1886, 1895, 1970 i 1987 r. Kardynał Henry Edward Manning, który stworzył w 1866 r. listę 360 angielskich i walijskich męczenników chrześcijańskich, nie uwzględnił Artura z Glastonbury, gdyż wiedział, że ten został wyniesiony na ołtarze wcześniej. Przyjmuje się, że Artur kanonizowany został przez papieża Klemensa VIII ok. 1600 r., nie zachowały się jednak żadne dokumenty tego aktu. Dlatego niektórzy autorzy uważają, że informacja o jego kanonizacji jest niepewna lub z jakichś powodów została przez Kościół utajniona, a bulla wynosząca Artura na ołtarze ukryta głęboko w archiwach Watykanu. Wśród sceptyków pojawiają się wątpliwości, czy taki święty w ogóle istnieje lub czy istnieje „zgodnie z kościelnymi regułami”. Jednak Artur z Glastonbury, jako osoba wpisana do Martyrologium Romanum, księgi będącej oficjalnym spisem błogosławionych i świętych Kościoła katolickiego, jest przez Kościół katolicki uznany za świętego.
Według przypuszczeń św. Artur nie wszedł do oficjalnego kultu, tylko „kanonizowali” go przez tradycję i praktykę wierni – katoliccy mieszkańcy Anglii, a także Bretanii i Normandii, utożsamiający św. Artura z katolickim wodzem Brytów (V – VI w.), uosabiającym wzniosłe cnoty chrześcijańskie, który pokonał Sasów ok. 516 r. w bitwie pod Badon Hill. (W pochodzącym z roku 547 poemacie autorstwa Taliesina można przeczytać o: ,,Bitwie pod Badon z Arturem – najważniejszym dowódcą”. Podobnie „Historia Brittonum” z 830 r. w tej bitwie na czele wojsk Romano-Brytów stawia Króla Artoriusa). W 1191 r. mnisi ogłosili, że znaleźli w kaplicy przy opactwie Glastonbury grób legendarnego króla Artura i jego żony Ginewry. Ponoć w grobie znajdował się krzyż z napisem: „Tu na wyspie Avalon spoczywa słynny król Artur i jego żona”. W 1278 r. ich szczątki miały zostać przeniesione i pochowane w prezbiterium glastonburskiej świątyni w obecności króla Edwarda I i królowej Eleonory. Wierni modlący się do św. Artura mogli odwoływać się także do celtyckich legend o królu Arturze z Camelotu, „rycerzu bez skazy”.

## Święty Artur dzisiaj
Według Martyrologium Romanum wspomnienie liturgiczne św. Artura jest obchodzone 15 listopada, a nie 6 października, która to data powszechnie znajduje się w kalendarzach. Zazwyczaj wspomnienie imienia jest zapisane w dzień śmierci męczennika.
Artur jest uważany za jednego z najważniejszych świętych w Anglii, obdarzony szerokim kultem wśród tamtejszych wiernych. Jest uważany za patrona dzieci i młodzieży. Jego popularność w znacznej mierze wynika z męczeńskiej śmierci, a także tajemniczości, jaka go otacza w związku ze Świętym Graalem oraz legendarnym królem Arturem i rycerzami Okrągłego Stołu.
Pielgrzymi, katoliccy wierni z całej Wielkiej Brytanii i Europy przybywają do opactwa Glastonbury w pielgrzymkach, aby wziąć udział w uroczystościach, które kontynuują wielowiekową tradycję opactwa. Co tydzień, przez cały rok, uroczystości odbywają się w pobliskiej Kaplicy Świętego Patryka. Kaplica ta została założona przez opata Richarda Beere'a w 1500 roku i jest świadkiem 500 lat kultu św. Artura.
Św. Artur figuruje na liście świętych szczególnie czczonych we francuskiej Bretanii. Lista została opublikowana przez Librairie de Bretagne.
Święty Artur zawitał też do francuskiej literatury młodzieżowej. Ukazała się cała seria książek pt. „Niesamowite przygody rodziny Świętego Artura”, autorstwa Paula Beaupère (z ilustracjami Ariane Delrieu).
Święty Artur jest popularny we francuskojęzycznej Kanadzie. Jest tam przykładowo kościół św. Artura w miasteczku portowym Rexton (prowincja: Nowa Fundlandia i Labrador), miejscowość Saint-Arthur (prowincja: Nowy Brunszwik), a także w miejscowości Gatineau ulica św. Artura (prowincja: Quebec).
W Polsce św. Artur nie jest popularny, raczej uważany za lokalnego świętego angielskiego.